# Anders Nøhr
Anders Nøhr (født 3. september 1981 i Ikast) er en tidligere dansk fodboldspiller.

## Klubkarriere
Nørh fik sin fodboldopdragelse i Ikast KFUM. Senere skiftede han til Ikast FS og fulgte med over da klubben fusionerede ind i FC Midtjylland.

### AC Horsens (2001-04)
I 2001 underskrev han en 3-årig kontrakt med AC Horsens, der på daværende tidspunkt spillede i 1. division. Her spillede han i tre sæsoner på en kontrakt der ikke var på fuld tid. Ved siden af fodbolden læste Anders Nøhr bachelor i erhvervsøkonomi ved Handelshøjskolen i Aarhus. Han spillede 3 sæsoner i Horsens, hvor han blandt andet scorede 7 mål i sæsonen 2003-04. Dette blev også hans sidste sæson for denne omgang, da han ved kontraktudløb i sommeren 2004 skiftede til Esbjerg fB.

### Esbjerg fB
I midten af maj 2004 offentliggjorde den daværende superligaklub Esbjerg fB og Anders Nøhr, at de fra 1. juli 2004 havde indgået en 3-årig kontrakt. Kontrakten var på fuldtid og ville starte umiddelbart efter at Nøhr havde afsluttet sin bachelor på Handelshøjskolen i Aarhus.
Anders Nøhr fik debut i Superligaen den 14. november 2004 da han spillede hele hjemmekampen mod Randers FC. I den første sæson superligasæson blev det kun til yderlige 2 indskiftninger, med samlet 17 spilleminutter for Nøhr. Fra 2004 til august 2007 spillede Nøhr i alt 53 kampe og scorede fem mål for Esbjerg fB, hvoraf de 41 kampe og 4 mål var i Superligaen.
I starten på sæsonen 2007-08 var Nøhr ikke i startopstilligen hos Esbjerg. Den 29. august 2007 offentliggjorde Esbjerg fB og AC Horsens, at Nørh skiftede til tilbage til sin tidligere klub med øjeblikkelig virkning.

### AC Horsens (2007-2012)
Efter 3 års fravær, underskrev Anders Nøhr den 29. august 2007 en 1-årig kontrakt med AC Horsens. Den første kamp i Horsens guletrøje tilbagekomsten til klubben kom 1. oktober 2007 da Nøhr spillede hele udekampen mod FC Nordsjælland. I den første sæson blev han registreret for 17 superligakampe og ét mål for Horsens. Derudover spillede han 4 kampe og scorede 2 mål i pokalturneringen. Spilleren og AC Horsens forlængede derefter kontrakten, så den var gældende indtil sommeren 2009.
I den efterfølgende sæson blev Anders Nøhr registreret for 30 kampe i Superligaen, hvoraf de 21 var fra starten af kampen. Klubben og Nøhr forlængede i slutningen af april 2009 kontrakten med to år, så den var gældende indtil 30. juli 2011. 30. marts 2011 forlængede parterne aftalen, så den nu var gældende indtil sommeren 2013. I november 2012 blev Nøhr enige med AC Horsens om at ophæve kontrakten, hvilket betød enden på karrieren som fodboldspiller på eliteplan for Nøhr. Det blev i alt til 252 kampe og 23 mål i AC Horsens.